# Patinação de velocidade nos Jogos Olímpicos de Inverno de 1924
As provas de patinação de velocidade nos Jogos Olímpicos de Verão de 1924 ocorreram entre os dias 26 e 27 de janeiro. Foram disputadas cinco provas, todas para homens. O finlandês Clas Thunberg e o norueguês Roald Larsen conquistaram medalhas em todas as provas. A diferença é que Thunberg venceu três provas, e Larsen não conquistou o ouro em nenhuma.

## Medalhistas
Masculino
| Evento                    | Ouro                               | Prata                         | Bronze                                               |
| ------------------------- | ---------------------------------- | ----------------------------- | ---------------------------------------------------- |
| 500 metros detalhes       | Charles Jewtraw USA Estados Unidos | Oskar Olsen NOR Noruega       | Roald Larsen NOR Noruega Clas Thunberg FIN Finlândia |
| 1500 metros detalhes      | Clas Thunberg FIN Finlândia        | Roald Larsen NOR Noruega      | Sigurd Moen NOR Noruega                              |
| 5000 metros detalhes      | Clas Thunberg FIN Finlândia        | Julius Skutnabb FIN Finlândia | Roald Larsen NOR Noruega                             |
| 10000 metros detalhes     | Julius Skutnabb FIN Finlândia      | Clas Thunberg FIN Finlândia   | Roald Larsen NOR Noruega                             |
| Individual geral detalhes | Clas Thunberg FIN Finlândia        | Roald Larsen NOR Noruega      | Julius Skutnabb FIN Finlândia                        |

## Quadro de medalhas
| Ordem | País               | Medalha de ouro | Medalha de prata | Medalha de bronze |    | Ordem por total |
| ----- | ------------------ | --------------- | ---------------- | ----------------- | -- | --------------- |
| 1     | FIN Finlândia      | 4               | 2                | 2                 | 8  | 1               |
| 2     | USA Estados Unidos | 1               |                  |                   | 1  | 3               |
| 3     | NOR Noruega        |                 | 3                | 4                 | 7  | 2               |
| TOTAL | TOTAL              | 5               | 5                | 6                 | 16 | —               |

## Países participantes
| - BEL Bélgica (4) - CAN Canadá (1) - FIN Finlândia (3) - FRA França (4) - GBR Grã-Bretanha (4) | - LAT Letônia (1) - NOR Noruega (5) - POL Polônia (1) - SWE Suécia (2) - USA Estados Unidos (6) |